# Agrotis orthogonoides
Agrotis orthogonoides är en fjärilsart som beskrevs av Mcdunnough 1946. Agrotis orthogonoides ingår i släktet Agrotis och familjen nattflyn. Inga underarter finns listade i Catalogue of Life.